# Foo Fighters
Foo Fighters là một ban nhạc rock người Mỹ, thành lập ở Seattle vào năm 1994. Ban nhạc được gây dựng bởi cựu tay trống của Nirvana – Dave Grohl, người đã quyết định thành lập một ban nhạc mới sau cái chết của Kurt Cobain vốn là lý do dẫn tới sự giải thể của Nirvana. Tên của nhóm được lấy cảm hứng từ các UFO và các hiện tượng lạ khác trên không theo cách gọi của các phi công phe Đồng minh trong Thế Chiến II, còn gọi chung là foo fighter.
Trước khi phát hành album đầu tay Foo Fighters (1995), Grohl gần như là thành viên chính thức duy nhất của ban nhạc. Anh bắt đầu tuyển mộ tay bass Nate Mendel và tay trống Wiliam Goldsmith, các cựu thành viên của nhóm Sunny Day Real Estate, cũng như cựu tay guitar của Nirvana Pat Smear để hoàn thành album. Ban nhạc bắt đầu lưu diễn với điểm đến đầu tiên là Oregon, Ba Lan. Trong quá trình hoàn thành album thứ hai của nhóm The Colour And Shape (1997), Goldsmith bất ngờ chia tay khiến cho một mình Grohl phải thu âm lại hết phần còn lại của album. Không lâu sau Smear cũng nối gót Wiliam rời nhóm.
Những người thay thế sau đó là Taylor Hawkins và Franz Stahl, mặc dù Stahl cũng đã rời khỏi trước khi nhóm hoàn thành xong album thứ ba của mình There Is Nothing Left to Lose" (1990). Ban nhạc tiếp tục bổ sung thêm Chris Shiflett trở thành tay guitar chính của nhóm sau khi hoàn thành album trên. Foo Fighters tiếp tục cho ra mắt album phòng thu thứ tư của nhóm One by One (2002). Ban nhạc sau đó phát hành 2 đĩa đơn In Your Honor (2005), là sự kết hợp của thể loại acoustic và các chất liệu âm thanh mạnh mẽ hơn. Foo Fighters phát hành album thứ sáu của mình năm 2007. Năm 2010, họ tuyên bố Smear đã chính thức trở lại ban nhạc kể từ chuyến lưu diễn cuối cùng của anh năm 2005. Album phòng thu thứ bảy của ban nhạc, Wasting Light, được sản xuất bởi Butch Vig đã được phát hành năm 2011, đồng thời có thêm sự trở lại của Smear khiến nhóm đầy đủ trở lại. Năm 2015, album phòng thu thứ tám của ban nhạc Sonic Highways cũng được sản xuất bởi Vig đã bán được 12 triệu bản tại Hoa Kỳ và được phát hành vào tháng 11 năm 2014.
Trong suốt sự nghiệp từ trước đến nay, ban nhạc đã đoạt tới 4 Giải Grammy cho Album Rock xuất sắc nhất. Năm 2015, cả tám album của ban nhạc đã bán được tổng cộng 12 triệu bản chỉ tính riêng tại Hoa Kỳ. Các bài hát "Outside" từ album Sonic Highways đã đạt thứ hạng 13 trên bảng xếp hạng Billboard Alternative Songs. Thành tích này đánh dấu lần thứ 30 Foo Fighters góp mặt trên bảng xếp hạng trên, cân bằng thành tích của Green Day và Red Hot Chili Peppers.

## Lịch sử

### Sự hình thành và album đầu tay (1994-1995)
Grohl gia nhập ban nhạc grunge Nirvana với vai trò là tay trống vào năm 1990. Trong thời gian đi lưu diễn, anh đã lấy cây guitar của mình để sáng tác bài hát.

## Thành viên ban nhạc
| Thành viên hiện tại - Dave Grohl – hát chính, guitar (1994–nay) - Chris Shiflett – guitar, hát bè (1999–nay) - Pat Smear – guitar (1995–1997, 2010–nay; thành viên lưu diễn 2005–2010); hát bè (1995–1997) - Nate Mendel – bass (1995–nay) - Rami Jaffee – keyboard, piano (2017–nay; thành viên lưu diễn 2005–2017) | Thành viên cũ - Franz Stahl – guitar, hát bè (1997–1999) - William Goldsmith – trống (1995–1997) - Taylor Hawkins – trống, hát bè (1997–2022; qua đời) |

## Danh sách đĩa nhạc
- Foo Fighters (1995)
- The Colour and the Shape (1997)
- There Is Nothing Left to Lose (1999)
- One by One (2002)
- In Your Honor (2005)
- Echoes, Silence, Patience & Grace (2007)
- Wasting Light (2011)
- Sonic Highways (2014)
- Concrete and Gold (2017)
- Medicine at Midnight (2021)
- But Here We Are (2023)